# Deculturació
La deculturació és una variant de l'aculturació segons la qual una comunitat perd els trets distintius de la seva cultura per la presència d'elements forans que la van desibuixant, com succeeix amb l'imperialisme cultural nord-americà, que exporta icones i ritus arreu del món i acaben substituint els locals. La deculturació no és vista com una forma de violència, a diferència de l'aculturació ordinària on la imposició és més explícita i, per tant, sol haver-hi menys resistència.